# Stratoskop
Stratoskop (von lateinisch stratum, Decke und griechisch skopein, betrachten) ist ein astronomisches Teleskop, das von einem oder mehreren Ballons bis in den Bereich der Stratosphäre emporgetragen wird. Damit können die Beeinträchtigungen durch die Erdatmosphäre (wie die Absorption von UV-Licht oder Röntgen-Strahlung) bei der Beobachtung astronomischer Objekte deutlich vermindert werden. Das Verfahren wurde erstmals im Jahre 1875 in Frankreich eingesetzt. Im 20. Jahrhundert war es mit diesem Verfahren u. a. erstmals möglich, Hinweise auf Wasserdampf in den Atmosphären von Mars und Venus, sowie wichtige Erkenntnisse über die Sonne zu gewinnen. Stratoskope an unbemannten Ballons können heute Höhen über 40 km erreichen. Sie stellen damit eine immer noch sinnvolle und vor allem preiswerte Alternative zu Weltraumteleskopen dar.